# Chernihiv Jazz Open
Chernihiv Jazz Open — щорічний фестиваль переважно джазової музики, що проходить з 2010 року в Чернігові. Концерти проводяться просто неба у центрі міста на Зеленій сцені, а також в драмтеатрі імені Тараса Шевченка.

## 2016 рік
Фестиваль пройде 10-11 вересня в театрі імені Тараса Шевченка та на Зеленій сцені просто неба. Будуть гості з інших країн.

## 2015 рік
Через українсько-російську війну скасували карнавал. Фестиваль пройшов 18-19 вересня в театрі імені Тараса Шевченка та на Зеленій сцені просто неба. Були гості з Франції та Польщі, був французький гурт Thierry Maillard Trio.

## 2014 рік
Через українсько-російську війну відмовився приїхати Андрій Макаревич. Фестиваль пройшов 26 вересня в театрі імені Тараса Шевченка. Попри скасування концерту Макаревича були гості з Франції та Ізраїля: Cosmicmaurel Trio та Omri Mor Trio. Цього року не було джазового параду й концерти були тільки один день.

## 2019 рік
Мер Чернігова готовий відродити в місті джазовий фестиваль. 